# Soulful (Dionne Warwick)
Soulful è un album della cantante statunitense Dionne Warwick, pubblicato dall'etichetta discografica Scepter nell'aprile 1969.
Dal disco viene tratto il singolo You've Lost That Lovin' Feeling.

## Tracce

### Lato A
1. You've Lost That Lovin' Feeling
2. I'm Your Puppet
3. People Got to Be Free
4. You're All I Need to Get By
5. We Can Work It Out

### Lato B
1. A Hard Day's Night
2. Do Right Woman - Do Right Man
3. I've Been Loving You Too Long
4. People Get Ready
5. Hey Jude